# Code Vein
Code Vein — відеогра в жанрі action RPG, розроблена та видана Bandai Namco Entertainment. Вона вийшла у світ 27 вересня 2019 року на PC на платформі Microsoft Windows, а також на PlayStation 4 та Xbox One. Вже в лютому 2020 року було продано понад 1 млн копій, проте гра отримала змішані відгуки критиків.

## Ігровий процес
Code Vein — це рольова гра у відкритому світі із видом від третьої особи. Події відбуваються в постапокаліптичному антиутопічному середовищі. Її ігровий процес значною мірою натхнений Dark Souls, а анімації — God Eater, обидві також випущені Bandai Namco.

## Сюжет

### Передподії
У недалекому майбутньому світ потрапив у таємничу катастрофу, відому як Велике Лихо. Для боротьби зі з'явленими монстрами людство створило «Безсмертних»: людські трупи, оживлені шляхом імплантації біологічного органорегенеративного паразита (BOR) в серце. Вони схожі на вампірів, оскільки для живлення потребують людської крові, а вбити їх можна лише шляхом руйнування серця. Ті ж безсмертні, що не харчувалися кров'ю вчасно, втрачали розум та ставали «загубленими». Їхні виділення — міазми — лише посилювали голод у безсмертних. З часом їхня кількість досягла такого рівня, що вони самі стали загрозою. Беручи участь в експерименті зі стабілізації ситуації, молода дівчина на ім'я Круз Сільва стає «Королевою безсмертних», проте вона зрештою також шаленіє і починає вбивати. Для боротьби з нею в ході місії «Операція Квінсельєр», очолювану батьком Круз Грегором Сільвою, створюється ще більше безсмертних. Незважаючи на успіх операції, по світу все ще ходить багато «загублених».

### Під час гри
Гравець прокидається поряд з дівчиною Іо в руїнах міста, відомого як Жила, яке постійно перебуває в імлі, що називають Темницею туману. Всі, хто намагаються пройти крізь туман, зазнають нестерпного болю. Іо розповідає, що в Жилі вдалося встановити хиткий порядок завдяки Кров'яним рослинам, плоди яких тамують жагу крові безсмертних. Але ці рослини поступово гинуть, тому «загублених» більшає, попри спроби уряду Сільви розподіляти плоди.
Невдовзі гравець знайомиться з Луї Амамією та його групою. У їхньому товаристві герой дізнається про свої здатності поглинати Код Крові інших безсмертних, отримуючи їхні здібності та спогади, а також усувати міазми, що забезпечує безпечні подорожі Жилою. Група вирішує вистежити висохлі Кров'яні рослини та відслідкувати за спрямуванням вен, що з'єднують їх усіх, джерело їхньої загибелі.
З часом гравець стикається з масивним «загубленим» — Наступником ребер, який постійно відновлюється, та попри це зрештою поглинається головним героєм. Він виявився давньою знайомою Луї на ім'я Аврора Валентино. Дівчина розповідає, що після перемоги над Королевою її останки були розподілені між безсмертними-добровольцями, яких називають Наступниками. Ці добровольці страждають від намагань Королеви з'єднатися й не зможуть довго виконувати свою місію. Тож Наступників хтось мусить урятувати, прийнявши сили Королеви в себе.
Аврора спрямовує гравця та його групу до сестри Луї — Карен, яка є Наступницею серця і використовує свою силу для підтримання Кров'яних рослин. Вона також просить гравця, що виявляється Наступником крові, знайти інших Наступників, щоб запобігти відродженню Королеви: Ніколо, Емілі та Єву.

### Кінцівки
- «Наступники». Якщо не врятовано нікого з Наступників або не переглянуто їхніх спогадів, герой не може контролювати поглинені своїм тілом сили Сільви та починає перетворюватися на нову Королеву. Тоді Луї змушений вбити його, після чого посідає місце Сільви на троні, щоб підтримувати туман, а зустрінені впродовж сюжету Мія, Якумо та Джек замінюють Ніколо, Емілі та Єву як Наступників. Іо розсипається попелом біля зброї гравця поблизу Кривавого джерела, яке показується на початку гри.
- «Вічність». Настає, що врятувати принаймні одного Наступника та переглянути його спогади. Герой займає місце Сільви на троні та бере на себе обов'язок підтримувати туман, при цьому непритомніючи. Іо лягає поруч із непритомним героєм і згодом перетворюється на камінь.
- «Мешканка темряви». Якщо врятовані всі Наступники та переглянуто їхні спогади, настає найкращий фінал. У цій кінцівці Іо поглинає всі сили Сільви замість героя. Вона перетворюється на величезне дерево Кривавого джерела, яке регулярно виробляє плоди для безсмертних і підтримує туман. Дерево створює один бурштиновий плід, який дозволяє герою створити прохід у тумані в зовнішній світ. Луї, Якумо, Мія та Мурасаме вирушають із ним.

## Розробка
Гра була анонсована у квітні 2017 року. Вихід спочатку був запланований на вересень 2018 року, проте його довелось перенести на рік. У січні 2020 року вийшло перше доповнення Hellfire Knight. Друге, Frozen Empress, випустили через місяць. Останнє DLC під назвою Lord of Thunder вийшло 25 березня 2020 року.
Вступна заставка була створена анімаційною студією Ufotable.
Нозомі Ікеучі, дизайнер персонажів, заявила в інтерв'ю IGN, що «Дизайн персонажів не наголошував на виразах, подібних до анімації мультфільмів чи реалізму, а спрямований на вирази, подібні до ілюстрацій».

## Відгуки
Японський ігровий журнал Famitsu поставив Code Vein хорошу оцінку — 32/40. На агрегаторі оглядів Metacritic гра отримала 70, 71 та 75 балів від критиків на платформах PS4, PC та XBOX. Відповідні ж користувацькі оцінки — 7.8, 7.7 та 7.6. В цифровому магазині ігор Steam вона має дуже схвальні відгуки.
Ігровий журналіст Деніел Тек обґрунтував свою оцінку в 6.5 балів так: «Code Vein має кілька цікавих речей, якими можна насолоджуватися в дорозі, і кілька приємних ідей, які задають форму грі, але всі вони є випадковими деталями. Серце Code Vein залишається переобтяженим несвіжими декораціями, нудними босами, затягуванням, і все це попри всі її приємні штрихи».
Продажі версії для PlayStation 4 в Японії склали 60 843 примірників за перший тиждень. До лютого 2020 року гра продана обсягом понад 1 млн примірників.